# Diony Guerra
Diony José Guerra Ford (Puerto La Cruz, Venezuela, 27 de septiembre de 1971) es un exfutbolista venezolano. Se desempeñaba como delantero. Entre 1993 y 1997 disputó 10 partidos con la Selección de fútbol de Venezuela.

## Equipos
| Club                     | País      | Año       |
| ------------------------ | --------- | --------- |
| Anzoátegui               | Venezuela | 1991–1992 |
| Valencia FC              | Venezuela | 1993–1994 |
| Minervén FC              | Venezuela | 1994–1995 |
| Deportes Concepción      | Chile     | 1996–1997 |
| Deportivo Chacao         | Venezuela | 1997–1998 |
| Deportivo Táchira        | Venezuela | 1998      |
| Deportivo Italchacao     | Venezuela | 1999–2000 |
| Trujillanos FC           | Venezuela | 2000–2002 |
| Caracas FC               | Venezuela | 2002–2004 |
| Unión Atlético Maracaibo | Venezuela | 2004–2006 |
| Aragua FC                | Venezuela | 2006      |
| Deportivo Italia         | Venezuela | 2007      |
| PDVSA Gas                | Venezuela | 2007      |